# Ciclina G
La ciclina G es una proteína, miembro de la familia de las ciclinas, codificada en los humanos por el gen GCNG. La secuencia de la ciclina G se encuentra altamente conservada y su función se asocia de manera importante a la regulación de la vía p53-Mdm2.

## Función
La función de la ciclina G está ligada a las acciones de p53. La ciclina G forma un complejo cuaternario con la fosfoproteína fosfatasa 2A (PP2A). La ciclina G también se une con Mdm2 y estimula la capacidad de PP2A para desfosforilar Mdm2 en su dominio «T216». Las células nulas en ciclina G tienen tanto Mdm2 hiperfosforilada y niveles notablemente más altos de la proteína p53 en comparación con las células de tipo salvaje. La expresión de la ciclina G también resulta en la reducida fosforilación de Hdm2 humana en su dominio «S166». Estos descubrimientos sugieren que la ciclina G recluta a PP2A con el fin de regular la fosforilación de Mdm2 y de ese modo regular tanto a Mdm2 y a p53.

### p53
La sobreexpresión ectópica de ciclina G acelera el crecimiento celular en el carcinoma de colon tipo «RKO», una línea celular ampliamente estudiada del cáncer de colon. La transfección de fibroblastos humanos normales con el vector de expresión de la ciclina G promueve la expansión clonal de estas células. Los complejos inmunes de ciclina G aislados de las células transfectadas experimentalmente muestran niveles apreciables de actividad quinasa dependiente de ciclina (Cdk). Por su parte, la proteína del retinoblastoma (pRb), es también detectable en los complejos inmunes de ciclina G, presentando la posibilidad de que la pRb sea uno de los mediadores de la acción de la ciclina G. Las células que sobreexpresan la ciclina G suelen ser más sensibles a la citotoxicidad por cisplatino que las células parentales, probablemente debido a que la sobreexpresión de ciclina G anula ciertos puntos de control del ciclo celular. Por otro lado, la sobreexpresión de otro gen regulado por p53, el GADD45, es protector para las células expuestas al cisplatino. Ello sugiere que existen diferentes efectores aguas abajo en la vía de señalización p53 que ejercen diferentes efectos sobre la supervivencia celular después del tratamiento con medicamentos quimioterapéuticos contra el cáncer, tales como el cisplatino.

### Apoptosis
La inducción de la apoptosis por parte del factor de necrosis tumoral se incrementa bajo la expresión de la ciclina E en fibroblastos tipo NIH3T3 que expresan la p53, así como en fibroblastos que no contienen ningún alelo de la p53. Por su parte, la expresión de la ciclina G se reduce notablemente con la formación de agregados en células P19 del carcinoma embrionario. Por otro lado, la sobre-expresión de la ciclina G mediada por retrovirus aumenta la muerte celular apoptótica en agregados de células P19 y aumenta el alcance de la apoptosis causada por el ácido retinoico o cuando estas células son suprimidas de nutrición. Estos datos demuestran que la ciclina G juega un papel facilitador en la apoptosis inducida por diferentes estímulos. Por otra parte, la expresión de la ciclina G se induce rápidamente en células P19 después de haber sido expuestas a la proteína morfogénica ósea-4 (BMP-4), lo que sugiere que la ciclina G puede mediar señales apoptóticas generadas por BMP-4.